# Electra (miesięcznik)
Electra – komercyjny e-zin publikowany przez wydawnictwo Lupus na przełomie 1995 i 1996 r.; redaktorem naczelnym był Paweł Wimmer.
Pismo było pierwszą zakrojoną na ogólnopolską skalę próbą utworzenia magazynu w jednym z wiodących formatów publikacji elektronicznych. Electra była "pełnowymiarowym" i zarejestrowanym czasopismem, publikowanym w technice Envoy, która w połowie lat 90. silnie konkurowała z formatem PDF. Pismo zawierało kilkadziesiąt artykułów z dziedziny sprzętu, oprogramowania i Internetu, przygotowywanych przez dziennikarzy Lupusa i osoby z nim współpracujące. Wszystkie artykuły były składane graficznie w procesorze tekstów WordPerfect, a następnie "drukowane" za pomocą sterownika Envoya do postaci publikacji elektronicznej; pismo zawierało zaawansowany system nawigacyjny, przenoszony z WordPerfecta bezpośrednio do publikacji. Całość była zapisywana, jako plik wykonywalny (z wbudowaną przeglądarką), na jednej dyskietce komputerowej i rozsyłana do prenumeratorów, którzy mogli odczytywać zawartość w systemie Windows lub Mac OS.
Ukazały się jedynie trzy numery pisma, gdyż liczba kilkuset płatnych prenumeratorów nie zdołała w tym czasie przekroczyć założonej granicy opłacalności 1000 odbiorców. Zimą 1996 r. podjęto decyzję o zaniechaniu wydawania Electry.